# Vadonville
Vadonville is een gemeente in het Franse departement Meuse (regio Grand Est) en telt 263 inwoners (2020). De plaats maakt deel uit van het arrondissement Commercy.

## Geografie
De oppervlakte van Vadonville bedraagt 5,2 km², de bevolkingsdichtheid is 46,0 inwoners per km².
De onderstaande kaart toont de ligging van Vadonville met de belangrijkste infrastructuur en aangrenzende gemeenten.

## Demografie
Onderstaande figuur toont het verloop van het inwonertal (bron: INSEE-tellingen).